# Victor Considerant

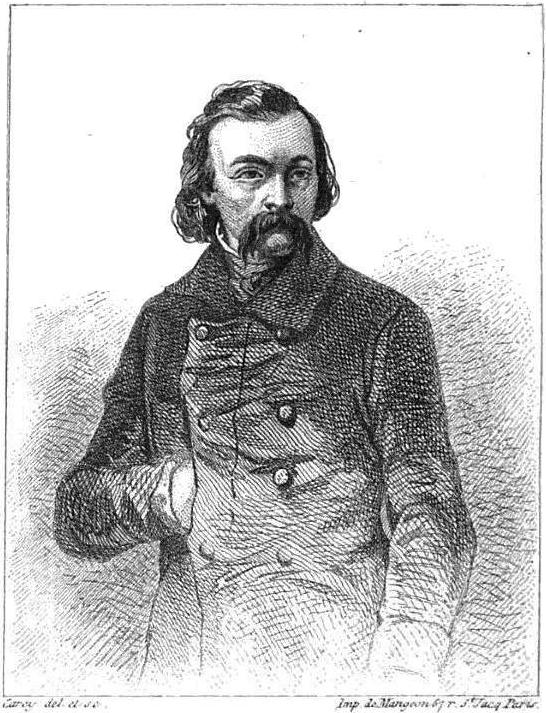
Victor Considerant.

Victor Considerant (Salins-les-Bains, 12 de octubre de 1808 - París, 27 de diciembre de 1893) fue un pensador y economista socialista francés, gran divulgador y organizador del movimiento fourierista. «Fue, sin duda, el más influyente de los discípulos de Fourier» y «el principal exponente de la escuela fourierista». Al igual que el sansimoniano heterodoxo Constantin Pecqueur colaboró con Louis Blanc durante la revolución de 1848. En los años siguientes participó en los «experimentos» americanos de fundación de falansterios, pero tras su fracaso se retiró de la vida pública.

## Biografía
Graduado en la École polytechnique en 1828, se une muy pronto al socialista utópico Charles Fourier, de cuya propuesta dice: «¡Esto es demasiado bello para no ser la verdad, el destino del hombre, la voluntad de Dios sobre la tierra!».
Tras la muerte de Fourier en 1837 toma la dirección del movimiento y difunde las ideas de su maestro por medio del periódico La Phalange, que en 1836 había tomado el relevo de La Réfome industrielle fundado por él y otro miembro politécnico en 1832 con el nombre inicial de Le Phalanstère.  En 1843 La Phalange, que tenía por lema «reforma social sin revolución», da paso al diario La Démocratie pacifique, que alcanza una gran difusión. Asimismo edita cientos de folletos y publicaciones inspiradas en las ideas fourieristas, como la colección Pequeña Biblioteca falansteriana. Este esfuerzo propagandístico se traduce en la formación de grupos fourieristas por toda Francia, aunque la mayoría de sus componentes no son obreros sino profesionales liberales —médicos, ingenieros, arquitectos, abogados— y también algunos pequeños propietarios —oficiales y suboficiales del Ejército también son asiduos lectores de La Démocratie pacifique—.

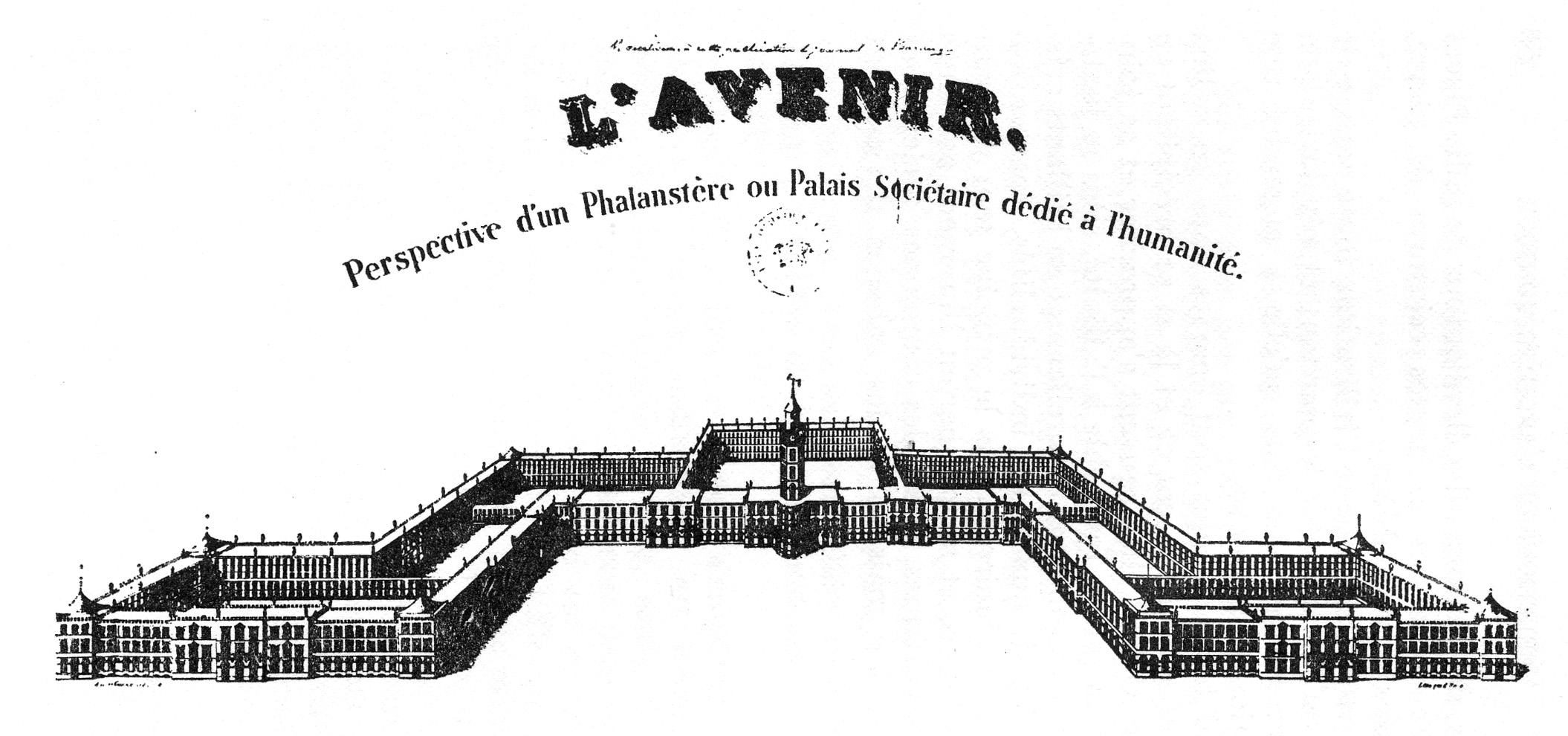
Ilustración de una obra de Considerant que representa un falansterio ideal.

Su principal aportación a la doctrina fourierista la desarrolló en una gran obra de tres tomos publicada entre 1835 y 1844 con el título Destino social —el primer tomo estaba dedicado al rey Luis Felipe de Orleáns, «por ser, como jefe de gobierno, como primer propietario de Francia, el más interesado en el orden, la prosperidad pública y particular y en el bienestar de los individuos y las naciones»—, que completó tres años más tarde con Principios del socialismo, que algunos consideran precursora del Manifiesto Comunista, y con Manifiesto de la democracia en el siglo veinte, aunque su obra de mayor éxito fue Exposición abreviada del sistema falansteriano de Fourier que conoció siete ediciones entre 1845 y 1848.
Aunque comparte con su maestro la idea de que con un «ensayo en muy pequeña escala, sobre un territorio de media legua cuadrada de tierra» será suficiente para que triunfen las nuevas ideas, Considerant insiste más que Fourier en el antagonismo de clases que está acentuando la «sociedad moderna»:

La sociedad tiende a dividirse más y más en dos grandes clases distintas: un pequeño grupo que lo tiene todo o casi todo en el dominio de la propiedad, del comercio y de la industria, y el gran grupo que no tiene nada, que vive en dependencia colectiva, absoluta, de los dueños del capital y los instrumentos de trabajo, obligado a alquilar por un salario precario y siempre en baja sus brazos, sus talentos y sus fuerzas a los señores feudales de la sociedad moderna.

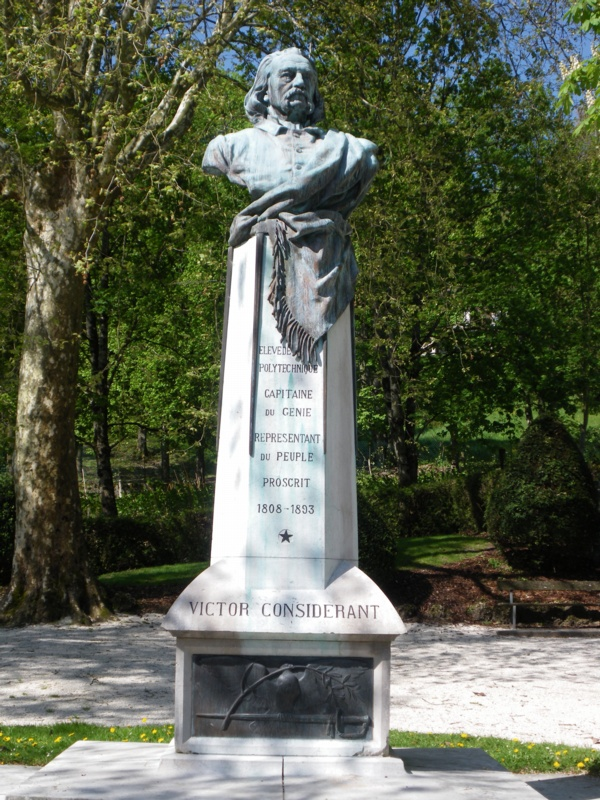
Monumento dedicado a Victor Considerant en Salins-les-Bains, su localidad natal.

También se ocupó del concepto de democracia que iba más allá de su definición estrictamente política pues para él planteaba, «en el sentido directo de su etimología», «la cuestión de la época, la emancipación de las clases trabajadoras», lo que le llevó a acercarse a los republicanos, por lo que su diario La Démocracie pacifique fue perseguido durante los años finales de la monarquía orleanista. Pero también defendía que la democracia plena se implantara gradualmente, conforme los ciudadanos fueran «adquiriendo competencia y capacidad suficientes para manejar sin peligro un derecho [el derecho común relativo al gobierno de la sociedad] tan elevado y temible». De todas formas consideraba «estéril» la acción política de la clase obrera pues según él la sociedad se encaminaba pacíficamente hacia el socialismo.

En cuanto a nosotros, miembros de una escuela social que cada día se hace más grande, no nos confundiremos con ningún partido político, porque presentamos una teoría donde todo está descrito e indicado. Es decir, sabemos lo que queremos; explicamos nuestros métodos de realización; demostramos el valor de las garantías que presentamos; pedimos un examen; y, lo cual es una prueba aún mejor, el sistema que enseñamos, y que Fourier descubrió, puede ser establecido aquí o en otro lugar, por doquier y por quien así lo desee
Destinée social, vol. I.

## Valoración
Mientras que Karl Marx apreció algunos aspectos de la obra de Considerant —llegó a pedirle que colaborase en los Anales franco-alemanes—, Proudhon lo juzgó muy negativamente:

Los discípulos de Fourier no cesan de gritarnos: al falansterio, mientras los saca de quicio la estupidez y la ridiculez de las otras sectas. Son media docena de genios incomparables, que han adivinado que cinco más cuatro dan nueve, restamos dos y quedan nueve, y que lloran por la ceguera de Francia, que se niega a creer en estas matemáticas increíbles.